# Kristiine
Městská část Kristiine (estonsky Kristiine linnaosa) je jedna z osmi městských částí estonského hlavního města Tallinnu. Zahrnuje čtvrti Järve, Lilleküla a Tondi.